# Aloe decurvidens
Aloe decurvidens é uma espécie de liliopsida do gênero Aloe, pertencente à família Asphodelaceae.